# Piz Mitgel
Piz Mitgel to szczyt w paśmie Albula-Alpen, w Alpach Retyckich. Leży we wschodniej Szwajcarii, w kantonie Gryzonia. U podnóży szczytu leżą miejscowości Savognin i Filisur. W pobliżu leżą też szczyty Piz Ela i Corn da Tinizong.
Na Piz Mitgel prowadzi jedna z najtrudniejszych via ferrat w całej Szwajcarii.
Pierwszego wejścia, 1 sierpnia 1867 r., dokonali D.W.Freshfield, F. i H. Devouassoud.